# 愛知県高等学校の廃校一覧
愛知県高等学校の廃校一覧（あいちけんこうとうがっこうのはいこういちらん）とは、愛知県内の廃校になった高等学校の一覧。対象となるのは、学制改革（1948年）以降に廃校となった高等学校、および分校である。学校名は廃校当時のもの。廃校時に高等学校が所在していた自治体がその後合併により消滅している場合は、現行の自治体に含める。また現在休校中の県内の高等学校（分校）も、その多くは実質上廃校となっているため参考として記載する。
なお、愛知県下で2000年以降に統廃合の対象になった県立高校は、廃校の2年前に生徒募集を停止し、卒業まで生徒が在籍し、統合先の新校へ校地が承継された場合は、廃校予定の旧校と新校が2年間校地や教職員を共有する措置を取っている。

## 公立高等学校

### 名古屋市
- 名古屋市立錦高等学校（名古屋市立中央高等学校へ統合）[注釈 1]
- 名古屋市立交通高等学校（名古屋市交通局職員教習所の高等科に転換）
- 名古屋市立八剣工業高等学校（1948年明徳工業高と統合し名古屋市立工業高等学校へ）[1]
- 名古屋市立明徳工業高等学校（1948年八剣工業高と統合し名古屋市立工業高へ）[1]
- 愛知県立第一高等学校（1948年10月名古屋市立第三高と統合し愛知県立旭丘高等学校へ）[2][3]
- 名古屋市立第三高等学校（1948年10月愛知県立第一高と統合し旭丘高へ）[2][3]
- 名古屋市立中央高等学校冨士中学校分教場（1957年）[4]
- 愛知県立星南工業高等学校（1994年愛知県立名南工業高等学校へ統合）[5]
- 愛知県立児玉高等学校（1998年愛知県立名古屋西高等学校へ統合）[6]
- 愛知県立第二愛知工業高等学校（1998年愛知工業高へ統合）
- 名古屋市立第二工業高等学校（2002年名古屋市立工業高へ統合）[7]
- 愛知県立愛知工業高等学校（2016年愛知県立愛知総合工科高等学校開設に伴い、2018年廃校。校地は愛知県立城北つばさ高等学校として現存）[注釈 2]
- 愛知県立東山工業高等学校（2016年愛知総合工科高開設で2018年3月校名廃止。校地は引き継がれる）[注釈 3]

### 弥富市
- 愛知県立海南高等学校（2005年海部郡蟹江町の蟹江高と統合し愛知県立海翔高等学校開設[8]で校名廃止。校地は引き継がれる）

### 稲沢市
- 愛知県立祖父江高等学校（2005年平和高と統合し愛知県立杏和高等学校開設に伴い、2007年3月校名廃止。校地は引き継がれる）[注釈 4]
- 愛知県立平和高等学校（2005年祖父江高と統合し杏和高開設に伴い、2007年廃校）[注釈 5]
- 愛知県立稲沢高等学校（2023年稲沢東高、一宮市の尾西高と統合し愛知県立稲沢緑風館高等学校へ）[9]
- 愛知県立稲沢東高等学校（2023年稲沢高、一宮市の尾西高と統合し稲沢緑風館高へ）[9]

### 半田市
- 愛知県立半田高等学校〈初代〉（1948年10月知多高と統合し半田高〈2代目〉へ）[10]
- 愛知県立知多高等学校（1948年10月に半田高〈初代〉と統合し半田高〈2代目〉へ。旧制愛知県半田高等女学校で、知多市の同名校とは無関係）[10]
- 半田市高等学校（1948年10月半田商工高と統合し半田南高へ。旧制半田市立高等女学校）[10]
- 愛知県半田商工高等学校（1948年10月半田市高と統合し半田南高へ。旧制愛知県半田商工学校）[10]
- 愛知県立半田高等学校〈2代目〉（1949年統合により愛知県立半田高等学校〈3代目〉へ）[10][注釈 6]
- 愛知県半田南高等学校（同上）[10]
- 愛知県立半田農業高等学校（同上）[10]

### 知多市
- 愛知県立知多東高等学校（2005年知多高と統合し愛知県立知多翔洋高等学校開設[11]に伴い、2007年3月校名廃止。校地は引き継がれる。）
- 愛知県立知多高等学校（2005年知多東高と統合し知多翔洋高開設[11]に伴い、2007年3月廃校。）

### 豊田市
- 愛知県立挙母西高等学校（1949年統合により愛知県立加茂高等学校となり、1950年愛知県立挙母高等学校を経て、1959年愛知県立豊田西高等学校として再分離）[12]
- 愛知県立挙母東高等学校（統合で加茂高→挙母高を経て、1959年に愛知県立豊田東高等学校として再分離）[12]
- 愛知県立猿投農林高等学校〈初代〉（1949年加茂高となるも、1950年再独立）[12]
- 愛知県立猿投農林高等学校藤岡分校（1972年統合により愛知県立加茂丘高等学校へ）[13]
- 愛知県立猿投農林高等学校小原分校（同上）[13]
- 愛知県立足助高等学校旭分校（同上）[13]
- 愛知県立田口高等学校稲武校舎（2008年）[14]

### 豊橋市
- 愛知県立豊橋高等学校（1948年9月30日愛知県立豊橋時習館高等学校開校に伴い廃校）[15]
- 豊橋市立工業高等学校（1952年豊川市立工業高校と合併し愛知県へ移管、豊橋工業高校となる）[注釈 7]
- 愛知県立成章高等学校杉山分校（1952年）[注釈 8]
- 愛知県立新城高等学校石巻分校（1965年）[16]
- 愛知県立時習館高等学校高豊分校（1972年愛知県立豊橋南高等学校開校に伴い、1973年閉校）[15]
- 愛知県立時習館高等学校二川分校（同上）[15]

### 豊川市
- 豊川市立工業高等学校〈初代〉（1948年10月1日豊川市立高〈初代〉と統合し豊川市立高〈2代目〉となるも、1949年豊川市立工業高〈2代目〉となり、1952年豊橋市立工業高校と合併し愛知県へ移管、愛知県立豊橋工業高等学校豊川分校を経て1956年愛知県立豊川工業高等学校）へ）[17]
- 豊川市立高等学校〈初代〉（1948年10月1日豊川市立工業高〈初代〉と統合し豊川市立高〈2代目〉へ）[17]
- 愛知県立蒲郡高等学校小坂井分校（1952年）[注釈 9]

### 新城市
- 愛知県立鳳来寺高等学校（2009年新城高へ統合）[16]
- 愛知県立作手高等学校（2010年新城東高作手校舎→2021年より愛知県立新城有教館高等学校作手校舎となる）[16]
- 愛知県立新城高等学校（2019年新城東高と統合し愛知県立新城有教館高等学校となり、2021年移行）[16]
- 愛知県立新城東高等学校（2019年新城高と統合し新城有教館高となり、2021年移行）[16]

### 田原市
- 愛知県立成章高等学校野田分校（1963年）[注釈 10]
- 愛知県立成章高等学校赤羽根校舎（2006年）[18]

### 一宮市
- 尾西市立尾西高等学校（1958年愛知県へ移管し愛知県立木曽川高等学校へ）[19][注釈 11]
- 愛知県立起高等学校（1986年愛知県立起工業高等学校へ統合）[20]
- 愛知県立尾西高等学校（2023年稲沢市の稲沢高および稲沢東高と統合し稲沢緑風館高へ）[9]

### 津島市
- 愛知県立津島商工高等学校（1976年募集停止となり、1978年愛知県立津島北高等学校が開校）[21]

### 常滑市
- 愛知県立常滑北高等学校（2006年常滑高〈旧〉と統合し愛知県立常滑高等学校〈新〉へ[22]。ただし、校地は旧常滑北高校のものを引き継いでいる。）
- 愛知県立常滑高等学校〈旧〉（2006年常滑北高と統合し常滑高〈新〉へ）[22]

### 岡崎市
- 岡崎市立高等学校（1952年愛知県へ移管し愛知県立岡崎北高等学校となる）[23][注釈 12]
- 愛知県立岩津高等学校山中分校（1964年）[24]
- 愛知県立岩津高等学校矢作分校（1965年）[24]

### 春日井市
- 春日井市立高等学校（1952年愛知県へ移管し愛知県立旭丘高等学校春日井分校を経て、1963年に独立し愛知県立春日井高等学校へ）[25]

### 西尾市
- 愛知県立西尾実業高等学校吉田分校（1961年西尾実業高校横須賀分校と合併し、愛知県立西尾実業高等学校吉良分校〈→1964年愛知県立吉良高等学校〉となる）

### 知多郡
- 愛知県立内海高等学校日間賀島分校（2001年）[26]
- 愛知県立内海高等学校篠島分校（2004年）[26]

### 海部郡
- 愛知県立蟹江高等学校（2005年弥富市の海南高と統合し海翔高校開設[8]に伴い、2007年廃校）

### 北設楽郡
- 愛知県立田口高等学校津具分校（1965年）[14]
- 愛知県立本郷高等学校（1999年新城東高本郷校舎となり、2008年閉校）[16]

## 私立高等学校

### 知多市
- 大同工業大学大同高等学校（→2009年大同大学大同高等学校）知多校舎（2004年）[27]

### 豊橋市
- 松操女子高等学校（1951年、各種学校松操コンピュータ・ソーイングスクールとして存続）[注釈 13]

### 一宮市
- 林高等学校→誠和高等学校（姉妹校の誠信高等学校は現存）[注釈 14]

### 春日井市
- 東春高等学校

### 豊田市
- 南山国際高等学校（2023年）[28]